# DAP (Incoterm)
Incoterms 2010 định nghĩa DAP (viết tắt của tiếng Anh: Delivered at Place, nghĩa là Giao tại nơi đến) - người bán giao hàng khi hàng hóa được đặt theo ý của người mua trên phương tiện vận chuyển đến sẵn sàng để dỡ hàng tại địa điểm đích. Theo các điều khoản DAP, rủi ro chuyển từ người bán sang người mua từ điểm đến được đề cập trong hợp đồng giao hàng.
Khi hàng hóa đã sẵn sàng để vận chuyển, việc đóng gói cần thiết được thực hiện bởi người bán bằng chi phí của mình, để hàng hóa đến đích cuối cùng một cách an toàn. Tất cả các thủ tục pháp lý cần thiết ở nước xuất khẩu được hoàn thành bởi người bán bằng chi phí và rủi ro của mình để xóa hàng hóa xuất khẩu.
Sau khi hàng hóa đến ở nước đến, người mua phải hoàn tất thủ tục hải quan ở nước nhập khẩu, ví dụ: giấy phép nhập khẩu, giấy tờ theo yêu cầu của hải quan, v.v., bao gồm tất cả thuế hải quan và thuế.
Theo các điều khoản DAP, tất cả các chi phí vận chuyển với bất kỳ chi phí đầu cuối nào đều được người bán thanh toán cho đến điểm đến đã thỏa thuận. Chi phí dỡ hàng cần thiết tại điểm đến cuối cùng phải do người mua chịu theo các điều khoản DAP.